# Jeanne Collier
Pour les articles homonymes, voir Collier (homonymie).
Jeanne Collier, née le 15 mai 1946 à Indianapolis, est une plongeuse américaine. Elle a été mariée au plongeur américain, champion olympique du tremplin 3 mètres des Jeux olympiques d'été de 1964, Kenneth Sitzberger.

## Palmarès

### Jeux olympiques
- Tokyo 1964
  -  Médaille d'argent en tremplin 3 mètres[1].